# Jiří Šrámek (romanista)
Jiří Šrámek (14. července 1935 Brno – 26. prosince 2023) byl vysokoškolský učitel, zaměřením romanista, literární historik, překladatel, esejista, emeritní profesor Filozofické fakulty Masarykovy univerzity v Brně.

## Život

### Studium
Narodil se v Brně 14. července v den výročí Velké francouzské revoluce. Vyrůstal v rodině, která zažila politickou perzekuci za války i po roce 1948. Je absolventem gymnázia v Brně Husovicích, dnes Gymnázium Elgartova. V době změny školského systému v roce 1953 dokončil septimu, během prázdnin absolvoval oktávu a na podzim odmaturoval. V roce 1958 úspěšně dokončil studium oboru francouzština-rumunština na Filozofické fakultě Masarykovy univerzity v Brně jako promovaný filolog. Jeho učiteli zde byli významní romanisté (prof. Otakar Novák, Vladimír Stupka, Otto Ducháček, Pavel Beneš), z dalších Jan Firbas aj. V roce 1967 získal po složení rigorózních zkoušek titul PhDr. a roku 1978 titul CSc. (kandidát věd o umění), když obhájil kandidátskou práci na téma Marguerite Duras et les risques d'une quête d'une nouvelle expression littéraire de certains problèmes de notre temps. Habilitoval se v roce 1988 pro obor francouzská literatura, později pro obor obor románské literatury (1993). V roce 1994 byl na základě jmenovacího řízení, které proběhlo na Masarykově univerzitě v Brně, jmenován profesorem dějin románských literatur. Zemřel 26. prosince 2023 v Brně.

### Profesní dráha
Po ukončení vysokoškolských studií v roce 1958 pracoval jako překladatel a tlumočník odborného jazyka. Jako externí lektor nakladatelství ODEON překládal i uměleckou literaturu z francouzštiny a rumunštiny (3 knižní tituly, 2 divadelní hry, 2 televizní seriály, 12 hraných celovečerních a 31 krátkých, většinou populárněvědeckých filmů pro Československou televizi). Od roku 1970 působil na brněnské romanistice jako odborný asistent, v letech 1988–1994 jako docent a od roku 1994 jako profesor dějin románských literatur. V letech 1998–2016 vyučoval rovněž na Filozofické fakultě Univerzity Palackého v Olomouci a v letech 2003–2006 na Pedagogické fakultě MU v Brně. Za svého dlouholetého působení na obou univerzitách vychoval několik generací romanistů zaměřených na románské literatury.
V roce 1990 byl zvolen prozatímním vedoucím Katedry romanistiky a fonetiky Filozofické fakulty Masarykovy univerzity v Brně. V letech 1991–1992 působil ve funkci proděkana pro zahraniční styky FF MU v Brně a v období 1992–1998 vykonával funkci prorektora pro zahraniční styky MU v Brně. Za jeho působení došlo ke konsolidaci vztahů s perspektivními partnery a byla rozšířena spolupráce MU s frankofonní a hispanofonní kulturní oblastí. V letech 1990–2000 byl členem vědecké rady FF MU a v letech 1992–1998 vědecké rady MU. Od roku 1992 byl aktivním členem výboru brněnské pobočky Kruhu moderních filologů. Od roku 1997 působí jako hodnotitel v komisi č. 405 Grantové agentury České republiky. Ve volebním období 1995–1999 pracoval jako člen výkonného výboru evropské univerzitní sítě Skupiny univerzit Compostela a zasloužil se o významné zlepšení reprezentace univerzity v zahraničí.

### Pedagogická činnost
Vedl přednášky a semináře z dějin francouzské literatury a teorie literatury, z dějin frankofonních zemí a literatur (Švýcarsko, Belgie, Kanada), přednášky a cvičení v kursech pro postgraduanty na oboru francouzština a výběrové přednáškové kursy mimo rámec domovského ústavu (teatrologie, estetika) a Masarykovy univerzity (JAMU v Brně, Jihočeská univerzita v Českých Budějovicích, Univerzita Palackého v Olomouci). Vedl ročníkové a diplomové práce z francouzské literatury a byl školitelem doktorských studijních oborů. Z celkem deseti úspěšně obhájených prací, které vedl, vyšly dvě knižně v nakladatelství MU Brno: Petr Dytrt, Le (post)moderne des romans de Jean Echenoz (2007) a Václava Bakešová La Conversion de Joris-Karl Huysmans (2009) a dvě získaly prestižní cenu Cenu Prix Gallica: Věra Vyhnánková, L’inspiration tchèque dans l’œuvre de Sylvie Germain (1. místo 2005/2006) a Kateřina Sedláčková, roz. Pečinková, L’œuvre mobile de Michel Butor (2. místo 2008/2009). V oboru románských literatur působil jako člen nebo předseda komisí pro udělování vědeckých a pedagogických hodností (Ph. D., docentury, profesury) a jako oponent doktorských a habilitačních prací. Absolvoval krátkodobé přednáškové pobyty v zahraničí: Wroclaw (1973), Debrecen (1989), Brest (1991), Vídeň (1992), Dijon (1996).

## Dílo
Jiří Šrámek byl uznávaným odborníkem v oboru dějin románských literatur a jeho literárněvědné práce mají evropský ohlas. Ve své badatelské činnosti se zaměřil především na vývoj poválečného francouzského románu se zvláštním zřetelem na „nový román“ a osobnost Marguerite Durasové, na problémy naratologie a genologie (zejména na problematiku rámcové kompozice, modelování narativní struktury a fantastickou literaturu 19. století), na některé momenty současného rumunského dramatu a poezie a na vybrané otázky česko-rumunských kulturních vztahů. V řadě publikovaných titulů se soustavně zabýval vybranými teoretickými i praktickými otázkami překladu. Zejména v monografiích skloubil dvě hlavní témata svého zájmu – literaturu a historii. Jeho rozsáhlá publikační činnost obsahuje monografie, knižní publikace a výukové texty (skripta), odborné studie, recenze a zprávy v romanisticky a literárně-teoreticky orientovaných periodikách u nás i v zahraničí, dále překlady, popularizační články a zprávy v denním tisku.

### Publikace (výběr)

#### Knižní publikace
- Dějiny francouzské literatury v kostce. Votobia, Olomouc 1997, 469 s.
- Slovník francouzsky píšících spisovatelů. Libri, Praha 2002, 760 stran (Kolektiv autorů pod vedením Jaroslava Fryčera) – cca 220 hesel (z celkového počtu cca 1400 hesel)
- Panorama francouzské literatury od počátku po současnost, I. II. Host, Brno 2012, 1 455 s. text, s. I–LIX literatura a autorský rejstřík[9][10]
- Poslední evropské století (1918–2018). Faktografické eseje. Masarykova univerzita, Brno 2022, 420 s.

#### Učební texty
- Úvod do dějin a kultury Rumunska. UJEP, Brno 1975, 136 s.
- Culegere de texte din literatura română. Státní pedagogické nakladatelství, Praha 1981, 189 s.
- Úvod do teorie odborného překladu. FF UJEP, Brno 1989, 116 s.
- Základy francouzské verzifikace. FF MU, Brno 1990, 80 s.
- Morfologie fantastické povídky. MU Brno 1993, 137 s.
- Úvod do dějin a kultury frankofonních zemí (Belgie, Lucembursko, Švýcarsko, Kanada). Masarykova univerzita, Fakulta filozofická, Brno 1995, 89 s.
- Vývoj rumunských zemí do roku 1526, in: Dějiny střední, jihovýchodní a východní Evropy, I. FF MU, Brno 1995, s. 75-83.
- Přehled dějin francouzské literatury. FF MU, Brno 1997, 233 s.

### Studie a vědecké recenze
- Etudes Romanes de Brno [11]

- Vybrané otázky odborného tlumočení, in: Sborník přednášek internátního kurzu odborné franštiny pro pracovníky VTEI, Krajská komise ČTVS Brno, 1973, s. 94–108.
- Études romanes de Brno, vol. IV, V, VI (Opera  Universitatis Purkynianae Brunensis), in: Beiträge zur romanischen Philologie,  Berlin 1974, s. 218–221.
- Le Nouveau Roman et Marguerite Duras, Romanica Wratislawiensia, XI, 1975, s. 57–71.
- K podstatě poezie Marina Soreska, Jubilejní ročenka KMF při ČSAV, Praha 1986, s. 63–65.
- Filozofie rumunské science-fiction, Studia balkanica bohemoslovaca, III, UJEP, Brno 1987, s. 208–214.
- Le couple de personnages dans le conte fantastique, Acta Litteraria Academiae Scientiarum Hungariae, vol. 32, Nos 1–2, Akadémiai Kiadó, Budapest 1990, s. 185–192.
- Dílo Hertvíka Jarníka, Brněnská věda a umění meziválečného období (1918–1939) v evropském kontextu, Sborník příspěvků z konference MU, Brno 1993, s. 74–76.
- L'architectonique spatiale de Vathek, Le Romantisme frénétique, Ústav románských jazyků a literatur Brno, Institut für Romanistik Wien, Brno–Wien 1993, s. 5–14.
- L'exotisme entre le rêve et la veille: à propos de l'onirisme gautiériste, Cahiers du Centre d'Études de Tendances Marginales dans le Romantisme Français, 2, FF MU Brno 1993, s. 59–67.
- Les femmes-anges: petit essai sur un aspect du numineux dans le fantastique romantique, Cahiers du Centre d'Études de Tendances Marginales dans le Romantisme Français, 5, FF MU, Brno 1994, s. 51–58.
- À propos de la réception des auteurs bourguignons dans la littérature tchèque, Les Échanges intellectuels franco-tchèques, Dijon–Brno, 1996, s. 49–55.
- Antonín Zatloukal, Études sur le roman français, La Revue d'histoire littéraire de la France, mai–avril 1999, No 2, s. 343-344.
- Le fantastique romantique d'Alexandre Dumas, Romanica IX, Philologica 76, Universita Palackého, Olomouc 2000, s. 99–104.
- Les catégories narratives: une approche narratologique du texte, Opera romanica 2, Editio Universitatis Bohemiae Meridionalis, České Budějovice 2001, s. 195–206.
- Le double dans le récit fantastique de Théophile Gautier, Romanica Olomucensia, 80, Universita Palackého, Olomouc 2003, s. 317–322.
- Le 'roman juif' de Marguerite Duras: Abahn Sabana David, Romanica Olomucensia XV, Universita Palackého, Olomouc 2005, s. 249–254.
- K žánrovému zařazení Maupassantovy prózy Doktor Héraclius Gloss, in: Otakar Novák, Tradice a modernost, Masarykova univerzita, Brno, 2006, s. 17–23.
- Cyrano de Bergerac d'Edmond Rostand sur les scènes moraves, Studia romanistica, Sborník prací Filozofické fakulty Ostravské univerzity, čís. 6, Ostrava 2006, s. 193–197.
- Le narrataire: à la recherche de l'autre dans la communication littéraire, Romanica Olomucensia XVIII, Univerzita Palackého, Olomouc 2007, s. 289–295.
- La conscience du mythe familial dans Le Mystère Frontenac de François Mauriac, Romanica Olomucensia XIX,Universita Palackého, Olomouc 2007, s. 185–191.

#### Překlady z francouzštiny do češtiny
- Léo Malet, Třikrát Nestor Burma (přel. Zdena Salivarová a Jiří Šrámek), Odeon, Praha 1967.
- Pierre Souvestre a Marcel Allain, Třikrát Fantomas (přel. Jiří Šrámek, Zdena Salivarová a Alena Novotná), Odeon Praha 1971.
- Algirdas Julien Greimas, Základní prvky interpretace mytického vyprávění [Éléments pour une interprétation du récit mythique], in: Znak, struktura, vyprávění [Signe, structure, récit], Host, Brno 2002, s. 44–85.
- Tzvetan Todorov, Kategorie literárního vyprávění [Les catégories du récit littéraire], in : Znak, struktura, vyprávění [Signe, structure, récit], Host, Brno 2002, s. 142–179.

## Ocenění
- 1999 – Zlatá medaile MU Brno[12]